# Чегодаев, Пётр Сергеевич
Пётр Сергеевич Чегодаев (род. 20 июня 1984, Владивосток) — российский скульптор, архитектор-дизайнер, 3D-моделлер, автор скульптур, посвященных поэту Владимиру Высоцкому, писателям Антону Чехову и Александру Солженицыну, первому президенту Вьетнама Хо Ши Мину во Владивостоке, памятник сотрудникам Госохотнадзора в Уссурийске, скульптуры «Играющие тигрята» в Москве.

## Биография
Родился в городе Владивосток.
В 1997 году закончил художественную школу № 1 города Находка. За это время занял первое место в городе с графической работой на пушкинскую тему. В школе был участником и призёром многочисленных олимпиад.
В 2000 году экстерном закончил экономико-правовой колледж «Лидер-2» в городе Находка.
В 2000 году поступил в ИМАПТ на специальность «художественная обработка материалов». После второго курса перевелся в Архитектурный институт на специальность «дизайн архитектурной среды». За время обучения стал лауреатом потанинской стипендии (в 2003—2004 годах), губернаторской стипендии (в 2005 году).
Получил следующие дипломы и награды:
- диплом за первое место в номинации «Художественная скульптура» и «Изобразительное искусство» в Дальневосточном студенческом Пушкинском фестивале искусств «Болдинская осень» (в 2001 и 2005 году);
- «Спасибо» от администрации г. Владивостока за самую оригинальную скульптуру из песка в 2003 году;
- Благодарственное письмо от администрации г. Владивостока за 2-е место в конкурсе ледяных скульптур;
- Диплом за лучший проект в 3-м международном Мастер-классе по архитектуре в 2003 году;
- Диплом 1-й степени «ДВ Зодчество-2005» и другие дипломы и награды.

В 2005 году, будучи студентом 5-го курса, создал свою первую скульптурную работу в размере — скульптурный портрет Петра I для военной кафедры ДВГТУ. После чего стал преподавать скульптуру и рисунок в качестве стажера вместе с Э. В. Барсеговым в Архитектурном институте. Параллельно активно занимался изучением компьютерной графики и работал архитектором-визуализатором в ООО «Новая архитектура».
Закончил в 2006 году ДВГТУ с красным дипломом.
Участвовал в создании спецэффектов следующих фильмов:
- «Храм Соломона» (2011 г., США);
- «Август 8» (2012 г., Россия);
- «Хроника» (2012 г., США);
- «Джунгли» (2012 г., Россия);
- сериал «Шерлок Холмс» (2013г., Россия);
- заставка 25 кинофестиваля в Санта-Барбаре (2013 г., США);
- «Шагал-Малевич» (2013 г., США).
- «Белки-убийцы» (2013 г., Россия)
- «Он — дракон» (2015 г., Россия)
- «Экипаж» (2016 г., Россия)
- «Время первых» (2017 г., Россия)
- «Напарник» (2017 г., Россия)

## Произведения

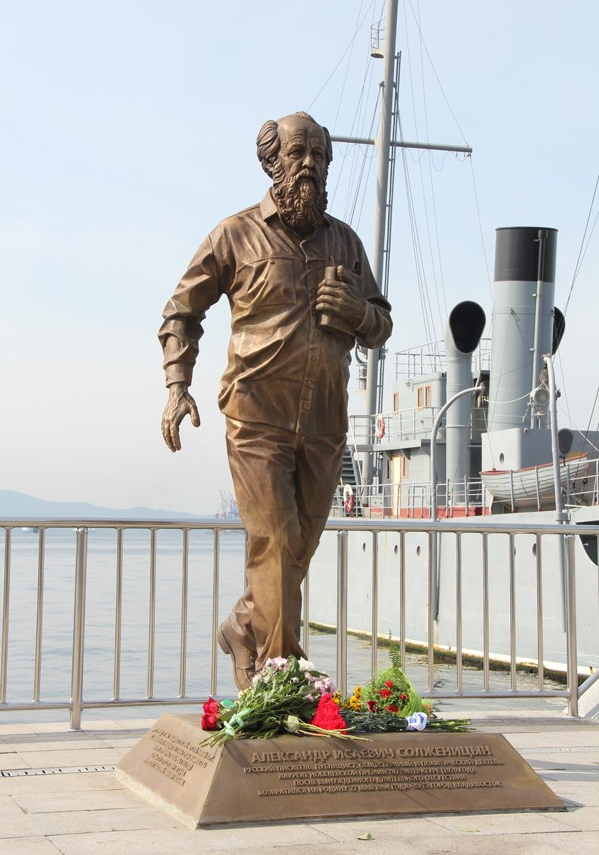
Скульптура А. И. Солженицына на Корабельной набережной во Владивостоке. (2015)
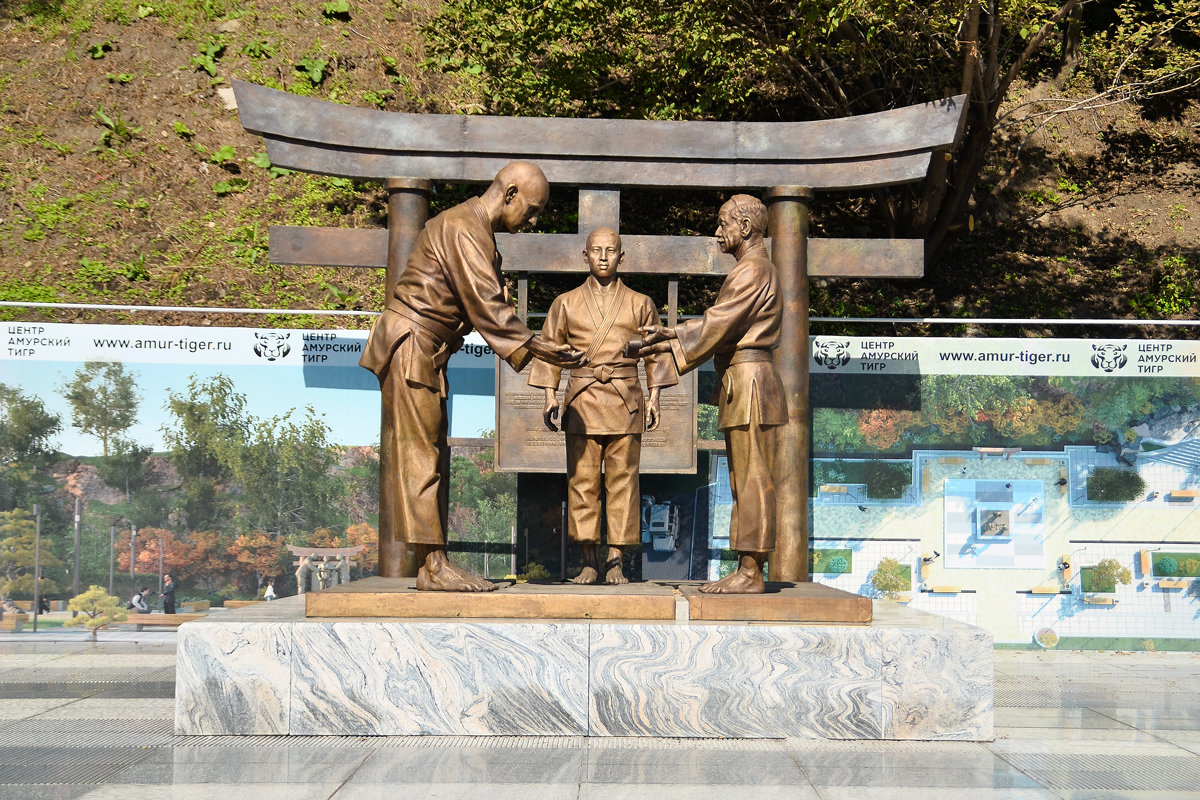
Мемориальный комплекс основателю дзюдо в России Василию Ощепкову и его японским учителям. (2016)
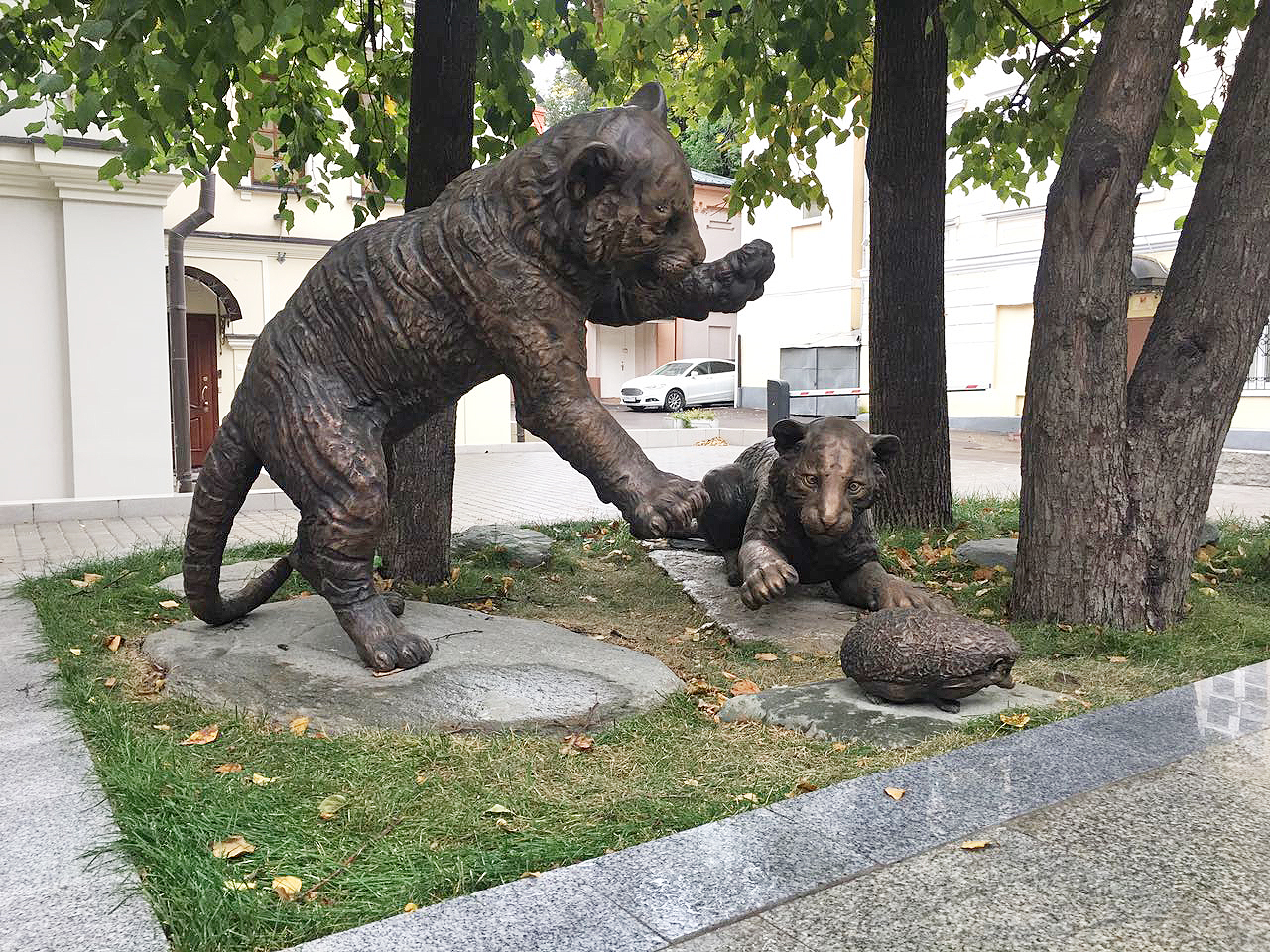
«Играющие тигрята» в Москве на ул.Мясницкой 40 строение 4. (2017)
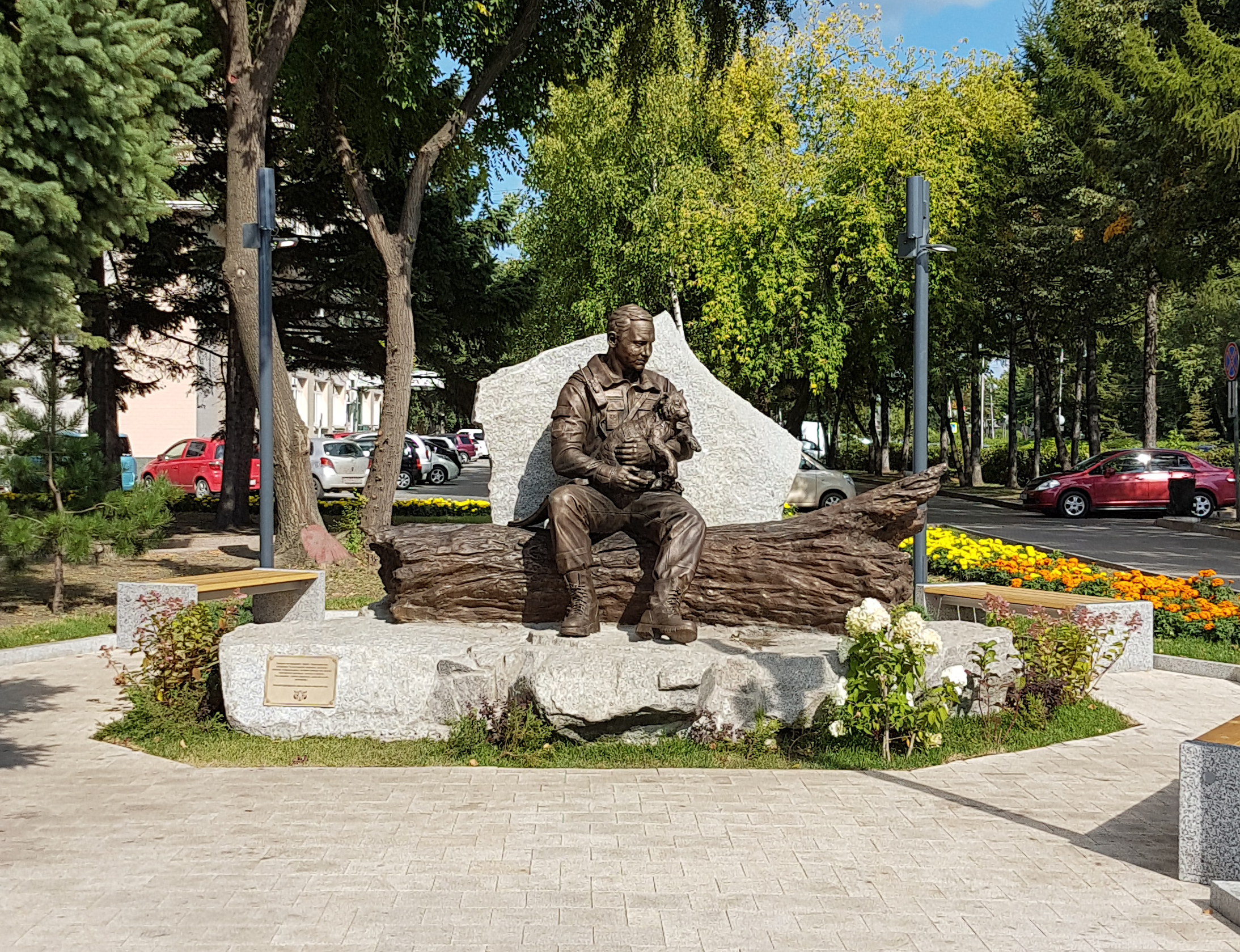
Памятник сотрудникам Госохотнадзора в Уссурийске. (2017)
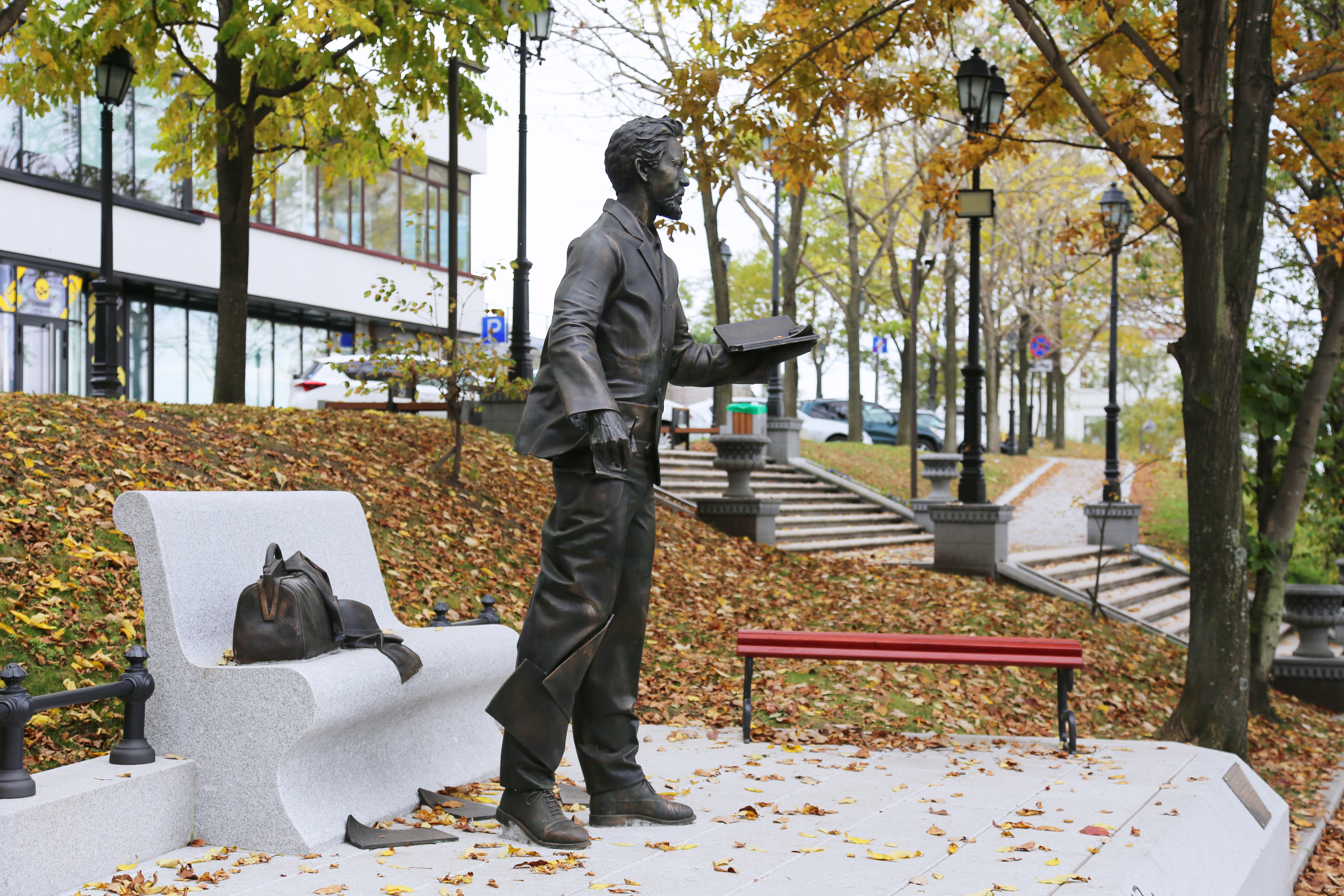
Памятник А.П. Чехову в Чеховском сквере Владивостока. (2018)

## Выставки и конференции

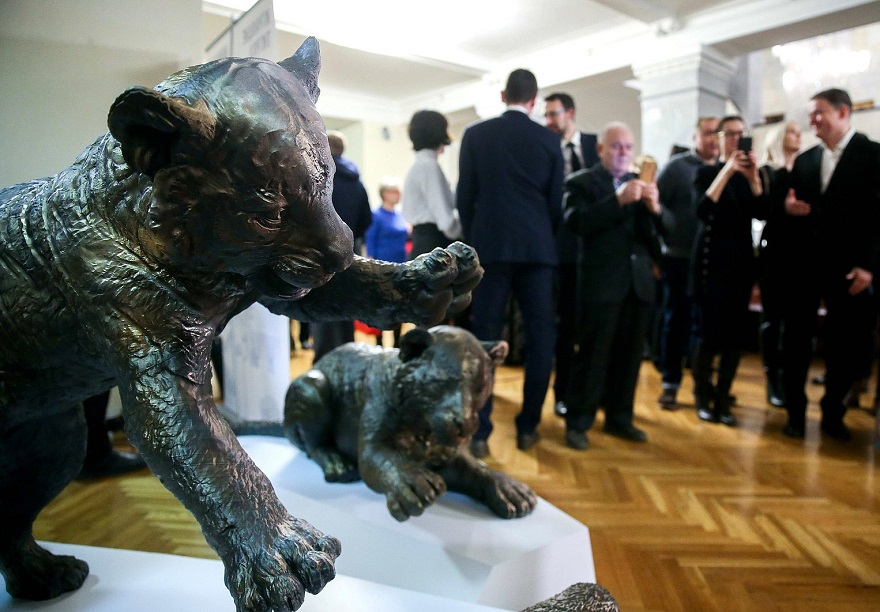
Выставка «Цифровая скульптура, воплощенная в бронзе»

15 января 2019 года, в Государственной Думе по инициативе Сергея Миронова, была открыта выставка работ Петра Чегодаева. Экспозиция выставки состояла из уменьшенных копий работ автора, выполненных методом 3D печати.
В 2018 году участвовал в международной выставке «РОСМОЛД» в Москве, Крокус ЭКСПО.

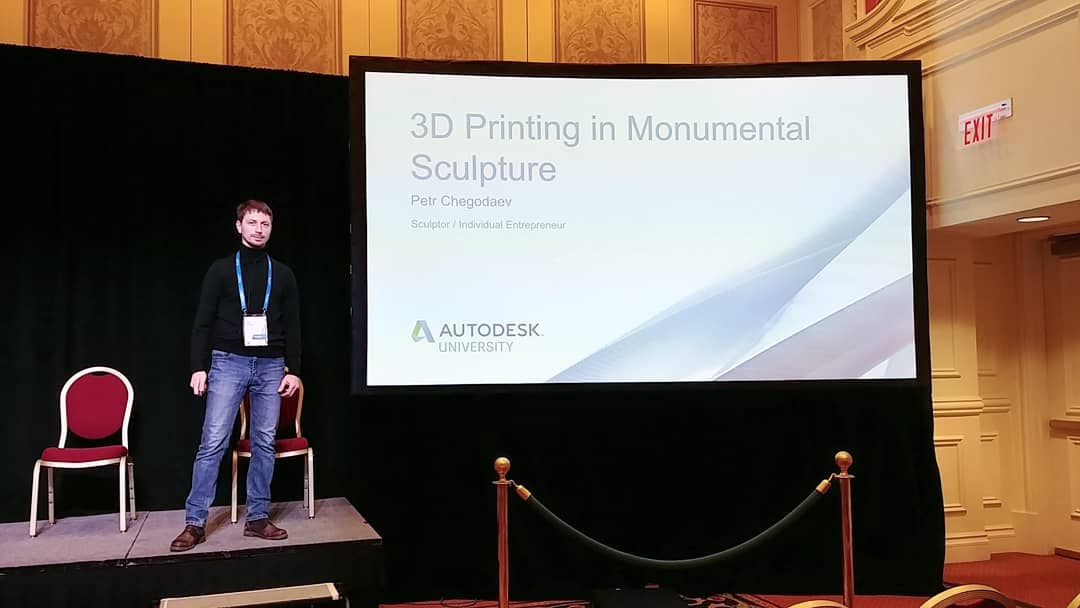
Чегодаев Петр Сергеевич конференция в Las Vegas

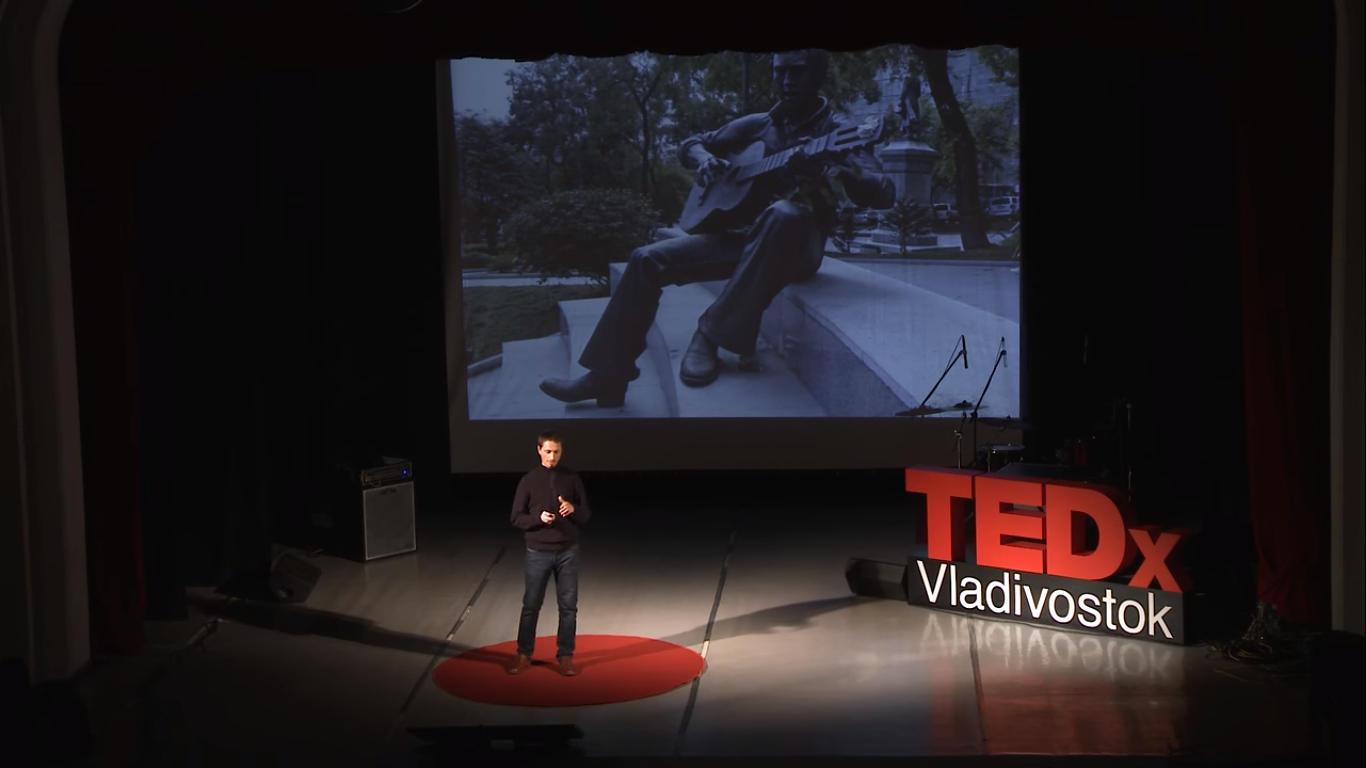
Чегодаев Петр Сергеевич на выставке TEDxVladivostok

В 2017 году участвовал в конференции TEDxVladivostok с докладом «Новая реальность монументальной скульптуры».